# Loiperstett
Loiperstett ist ein Gemeindeteil des Marktes Isen im oberbayerischen Landkreis Erding.

## Lage
Der 1537 erstmals erwähnte Weiler Loiperstett liegt in der Gemarkung Schnaupping vier 3,5 Kilometer südöstlich des Marktplatzes von Isen. Der Ort gehörte ursprünglich zur Obmannschaft Schnaupping in der freisingischen Herrschaft Burgrain und bestand im Jahr 1739 aus 3 Anwesen.

## Denkmalschutz
Das Bauernhaus in Loiperstett 2 ist eine zweigeschossige Einfirstanlage mit Flachsatteldach. Der Wohnteil hat ein Obergeschoss in Ständerbohlenbauweise aus dem 18. Jahrhundert. Es wurde durch einen um die Mitte des 19. Jahrhunderts mit einem gewölbten Stall erweitert und 1937 überformt. Das Gebäude steht unter Denkmalschutz und ist in der Liste der Baudenkmäler in Isen aufgeführt.

## Bevölkerungsentwicklung
Um 1871 gab es in Loiperstett zehn Einwohner. Im Mai 1987 lebten dort 18 Einwohner in vier Wohngebäuden.
| Jahr      | 1871 | 1925 | 1950 | 1970 | 1987 |
| Einwohner | 10   | 22   | 22   | 18   | 18   |